# Botun (Czarnogóra)
Botun (cyr. Ботун) – wieś w Czarnogórze, w gminie Podgorica. W 2011 roku liczyła 696 mieszkańców.